# Bundesarbeitsgemeinschaft der Seniorenorganisationen
Die Bundesarbeitsgemeinschaft der Seniorenorganisationen (Eigenbezeichnung: BAGSO – Bundesarbeitsgemeinschaft der Seniorenorganisationen e. V.) ist ein deutscher Dachverband von Seniorenorganisationen mit Sitz in Bonn. In ihm haben sich rund 120 Verbände und Vereine zusammengeschlossen, die zusammen mehrere Millionen ältere Menschen repräsentieren. Die BAGSO tritt gegenüber Gesellschaft, Politik und Wirtschaft für Rahmenbedingungen ein, die ein gutes und würdevolles Leben im Alter ermöglichen. Sie arbeitet überparteilich und überkonfessionell. Vorsitzende der BAGSO ist seit 2021 Regina Görner. Die BAGSO veranstaltet alle drei Jahre den Deutschen Seniorentag.

## Ziele und Arbeitsweise
Die BAGSO setzt sich nach eigener Darstellung für ein selbstbestimmtes, mitverantwortliches und gesundes Älterwerden in sozialer Sicherheit ein. Zu Fragen der Seniorenpolitik organisiert sie den Meinungsbildungsprozess unter ihren Mitgliedsverbänden. In vier Fachkommissionen arbeiten Vertreterinnen und Vertreter aus den Mitgliedsverbänden der BAGSO zusammen, beziehen gemeinsame Positionen und formulieren Lösungsvorschläge. In Positionspapieren und Stellungnahmen werden Anforderungen an ein besseres Leben im Alter und Anstöße für politisches Handeln in Bund, Ländern und Kommunen formuliert.
Die BAGSO arbeitet in verschiedenen Gremien und Organisationen mit. Zum Beispiel ist sie Mitglied im Verbraucherzentrale Bundesverband vzbv und Gründungsmitglied im Bundesnetzwerk Bürgerschaftliches Engagement BBE. Als maßgebliche Organisation nach § 118 des Elften Sozialgesetzbuchs vertritt die BAGSO die Rechte Pflegebedürftiger und ihrer Angehörigen auf Bundesebene. Im Qualitätsausschuss Pflege wirkt die BAGSO als Betroffenenverband beratend mit.
Auf internationaler Ebene setzt sich die BAGSO für die Stärkung der Rechte älterer Menschen weltweit ein. Sie arbeitet als Vertreterin der Zivilgesellschaft an der Umsetzung des Zweiten Weltaltenplans der Vereinten Nationen (UN) mit und hat Beraterstatus im Wirtschafts- und Sozialrat der Vereinten Nationen. In der offenen Arbeitsgruppe zu Fragen des Alterns der UN beteiligt sie sich an der Diskussion, wie die Rechte Älterer weltweit besser geschützt werden können. Auf europäischer Ebene arbeitet die BAGSO im Europäischen Wirtschafts- und Sozialausschuss (EWSA) mit. Sie ist Mitglied der AGE Platform Europe, dem europäischen Zusammenschluss von Seniorenorganisationen.
Die BAGSO führt Modellprojekte unter anderem zur Förderung eines gesunden Lebensstils im Alter, zu Digitalisierung und Bildung im Alter und zur Versorgung und Teilhabe von Menschen mit Demenz durch. Die BAGSO veranstaltet alle drei Jahre den Deutschen Seniorentag, der eine bundesweite Plattform für Austausch, Information und Vernetzung zu allen Themen des Alterns ist.

## Mitglieder

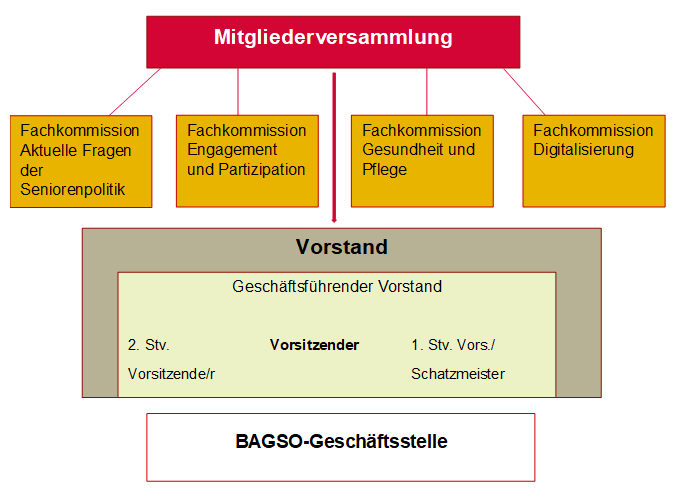
Organigramm der BAGSO

In der BAGSO haben sich überwiegend bundesweit aktive Verbände und Vereine zusammengeschlossen, die von älteren Menschen getragen werden oder die sich für die Belange der älteren Generationen engagieren. Zu den Mitgliedern zählen Sozialverbände, Behindertenverbände und Patientenorganisationen, kirchliche Organisationen, Seniorenorganisationen von Parteien und Gewerkschaften, Selbsthilfegruppen und Interessenvertretungen, Sportorganisationen sowie Verbände für Engagement, Kultur und Bildung im Alter. Die BAGSO hat rund 120 Mitgliedsorganisationen.
Die elf Gründungsmitglieder der BAGSO:
- Alt hilft Jung e. V.
- Bund der Ruhestandsbeamten
- Bundesseniorenvertretung
- Bundesverband Seniorentanz[16]
- Deutsche Gesellschaft für Freizeit
- Deutsche Gesellschaft für Sozialhygiene
- Deutscher Senioren Ring[17]
- Hartmannbund – Verband der Ärzte Deutschlands[18]
- Bundesinteressenvertretung für alte und pflegebetroffene Menschen (BIVA)[19]
- Katholisches Altenwerk Bundesarbeitsgemeinschaft
- Kompanie des guten Willens

## Vorsitzende

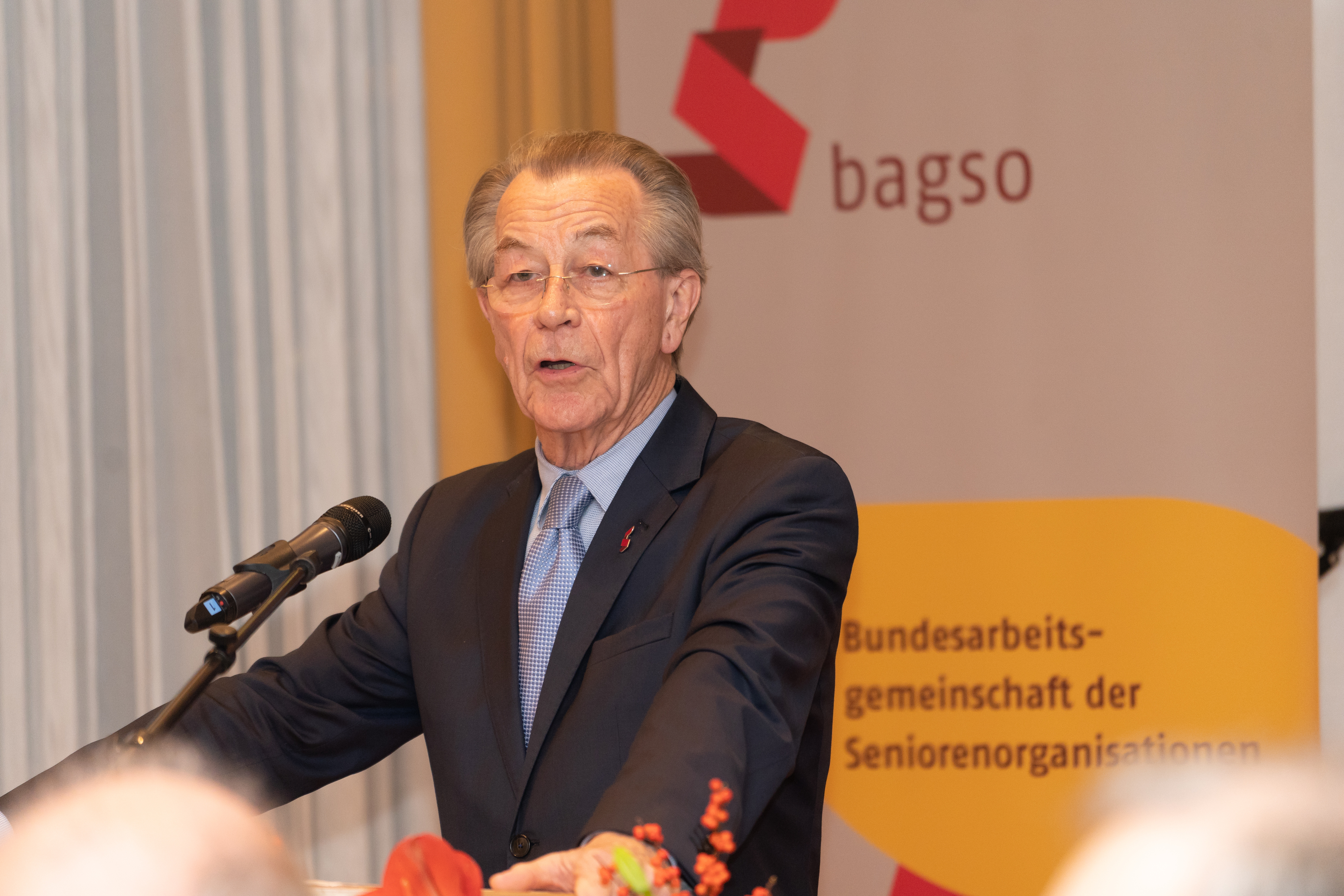
Franz Müntefering auf dem Festakt 30 Jahre BAGSO

- 1989–1996: Marieluise Kluge-Steudel[20]
- 1996–2006: Roswitha Verhülsdonk
- 2006–2009: Walter Link
- 2009–2015: Ursula Lehr
- 2015–2021: Franz Müntefering[21]
- seit 2021: Regina Görner

## Geschichte
Die BAGSO wurde 1989 als freier Zusammenschluss mit dem Ziel gegründet, Seniorenorganisationen zu vernetzen, ein Forum rund um seniorenbezogene Themen zu schaffen und gegenüber der Politik mit einer Stimme auftreten zu können. Zentrale Anliegen waren von Anfang an, ein differenzierteres Bild vom Alter zu fördern sowie die Rahmenbedingungen für aktives Älterwerden und Engagement zu verbessern. Die Gründung der BAGSO war eng verbunden mit den ersten beiden Deutschen Seniorentagen, die 1987 und 1988 unter der Federführung des Deutschen Seniorenrings ausgerichtet wurden. Seit den 1990er-Jahren veranstaltet die BAGSO den Deutschen Seniorentag alle drei Jahre an wechselnden Orten. 1996 wurde die BAGSO als gemeinnütziger Verein in das Vereinsregister eingetragen.
Die BAGSO war schon früh auf internationaler Ebene aktiv. 1993 beteiligte sie sich mit mehreren Projekten am „Europäischen Jahr der älteren Menschen und der Solidargemeinschaft der Generationen“. Dazu wurde ein Europa-Büro der BAGSO in Brüssel eröffnet. Im „Internationalen Jahr der Senioren“ im Jahr 1999 übernahm die BAGSO die Geschäftsstelle zur Koordinierung der Aktivitäten in Deutschland.

## Positionen und Projekte (Auswahl)

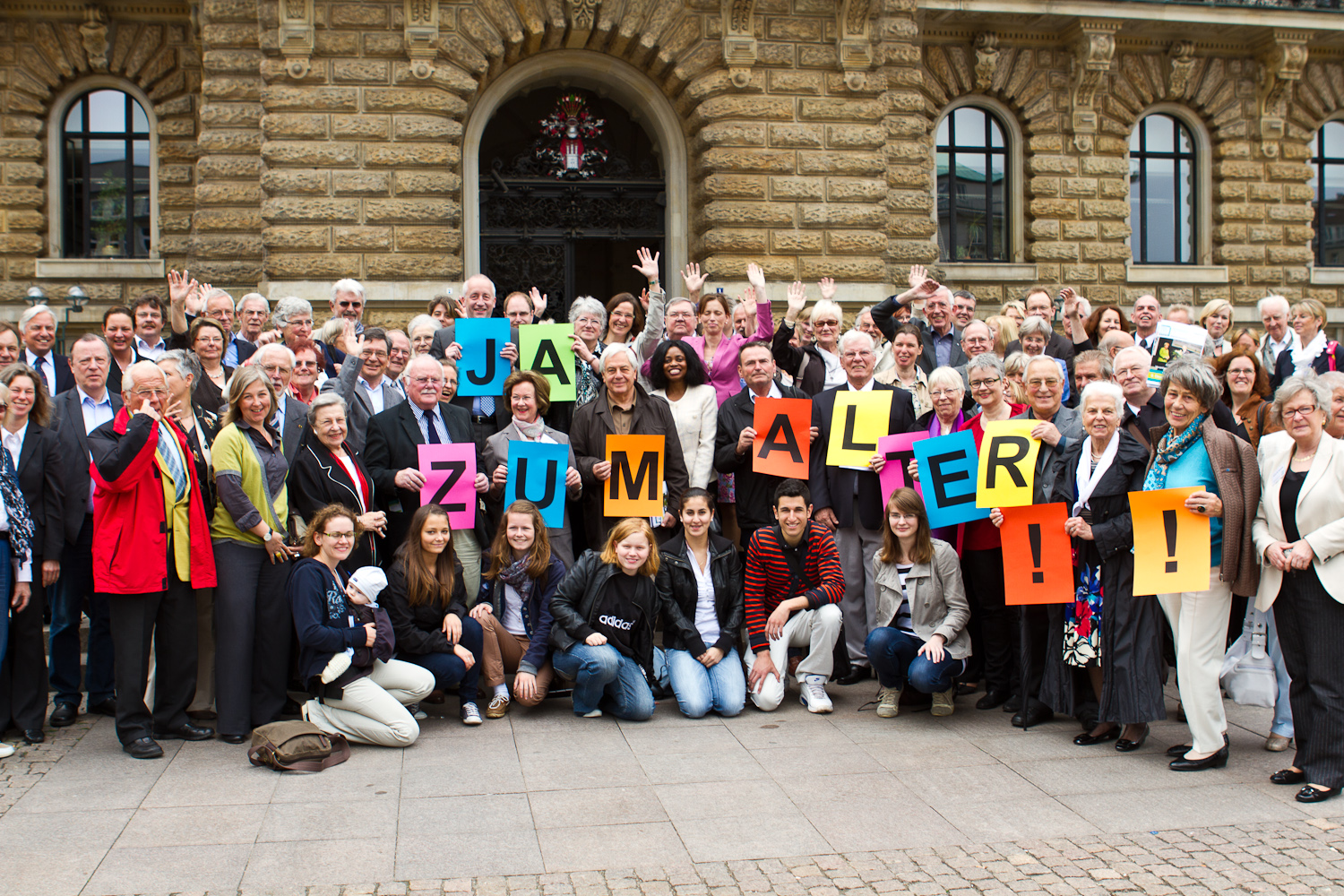
Vertreterinnen und Vertreter der BAGSO-Mitgliedsverbände, Hamburg 2011

### Altersdiskriminierung und Altersbilder
Die BAGSO setzt sich dafür ein, dass jeder Mensch unabhängig von seinem Alter die Chance auf gesellschaftliche und politische Teilnahme und Teilhabe hat. In dem Positionspapier „Potenziale des Alters nutzen: Altersgrenzen aufheben, Altersdiskriminierung überwinden“ aus dem Jahr 2011 wandte sich die BAGSO gegen die Vorstellung, man könne bestimmte Aufgaben nur bis zu einem gewissen Alter übernehmen. Stattdessen plädierte sie dafür, alle Altersgrenzen kritisch zu hinterfragen. Die Forderung wurde damit begründet, dass Altersgrenzen einseitig defizitär geprägte Bilder vom Alter verstärken und verhindern, dass sich ältere Menschen mit ihren Fähigkeiten in die Gesellschaft einbringen. In den Leitsätzen, die 2019 von der Mitgliederversammlung der BAGSO verabschiedet wurden, heißt es, unbegründete Altersgrenzen seien abzuschaffen. In der „Dortmunder Erklärung“, die anlässlich des 12. Deutschen Seniorentags 2018 veröffentlicht wurde, forderte die BAGSO, im Grundgesetz ausdrücklich festzuschreiben, dass niemand wegen seines Lebensalters diskriminiert werden darf.
Auf internationaler Ebene setzt sich die BAGSO für eine UN-Altenrechtskonvention ein.

### Gesundheit und Pflege
Die BAGSO setzt sich für gute Rahmenbedingungen für ein möglichst gesundes Älterwerden ein. Sie war federführend an der Ausarbeitung des Nationalen Gesundheitsziels „Gesund älter werden“ beteiligt, das 2012 verabschiedet wurde. Mit dem Projekt „Im Alter IN FORM“ ist die BAGSO an IN FORM – Deutschlands Initiative für gesunde Ernährung und mehr Bewegung beteiligt. Im Rahmen des Projekts schult die BAGSO bundesweit haupt- und ehrenamtliche Engagierte in der Seniorenarbeit und berät Pilotkommunen in ganz Deutschland, wie ein gesunder Lebensstil im Alter gefördert werden kann.
In der Diskussion um die Weiterentwicklung der Pflege setzt sich die BAGSO für ein möglichst selbstständiges und selbstbestimmtes Leben auch bei Hilfs- und Pflegebedürftigkeit ein. Die BAGSO arbeitet im unabhängigen Beirat für die Vereinbarkeit von Pflege und Beruf mit, der 2019 seinen ersten Bericht vorlegte. Eine zentrale Forderung ist, dass pflegenden Angehörigen – so wie Eltern – ein Anspruch auf Lohnersatzleistung zustehen soll, wenn sie ihre Arbeitszeit reduzieren oder unterbrechen. Im „BAGSO-Positionspapier zur Weiterentwicklung der Pflege“ drängte sie 2014 zudem darauf, dass die Pflegearbeit auf mehrere Schultern verteilt werden sollte, um Überlastung vorzubeugen. Dazu sieht die BAGSO frühzeitige Beratungs- und Unterstützungsangebote als notwendig an. In ihrem Positionspapier „Zukunft der Hilfe und Pflege zu Hause“, 2021 setzt sie sich dafür ein, dass präventive Hausbesuche bundesweit eingeführt werden.
Für die letzte Lebensphase fordert die BAGSO in dem Positionspapier „Würde bis zuletzt!“ von 2018, dass Menschen bestmöglich versorgt und begleitet werden und in Würde sterben können.
In dem 2023 veröffentlichten Positionspapier „Sorge und Pflege: Neue Strukturen in kommunaler Verantwortung“ fordert sie eine Neuausrichtung des Pflegesystems.

### Bildung und Digitalisierung
In dem Positionspapier „Engagement und Bildung im Alter“ von 2017 beschreibt die BAGSO, dass in einer Gesellschaft des langen Lebens Bildung und Lernen ein Schlüssel zu gleichberechtigter Teilhabe seien. Deshalb setzt sie sich für gute Rahmenbedingungen zum Lernen im Alter ein. 2022 forderte die BAGSO, das Thema Bildung im Alter als politische Aufgabe in Bund, Ländern und Kommunen zu verankern und eine Nationale Strategie für Bildung im Alter zu entwickeln.
Nach Ansicht der BAGSO kommen Bildungsangeboten zur Digitalisierung eine besondere Rolle zu, da in Deutschland zwölf Millionen überwiegend ältere Menschen das Internet bisher nicht nutzen. Sie fordert deshalb eine IT-Bildungsstrategie für ältere Menschen. In ihrer Stellungnahme zum Achten Altersbericht „Ältere Menschen und Digitalisierung“ forderte die BAGSO im August 2020 analog zum DigitalPakt Schule einen „Digitalpakt Alter“.
Im Rahmen von zwei Projekten unterstützt die BAGSO digitale Bildungsangebote für ältere Menschen. Die BAGSO-Servicestelle „Digitalisierung und Bildung im Alter“ veröffentlicht Publikationen für Seniorinnen und Senioren sowie für Bildungsanbieter und betreibt eine bundesweite Veranstaltungsdatenbank mit Bildungsangeboten für ältere Menschen. Das Projekt „Digital-Kompass“, das die BAGSO gemeinsam mit Deutschland sicher im Netz durchführt, entwickelt und begleitet Bildungsangebote zur Digitalisierung für ältere Menschen. 2021 initiierte die BAGSO zusammen mit dem Bundesministerium für Familie, Senioren, Frauen und Jugend den Digitalpakt Alter. Ziel ist des Bündnisses ist es, die Beteiligung älterer Menschen an der Digitalisierung zu stärken.

### Kommunale Seniorenpolitik
Lebensqualität im Alter hängt nach Ansicht der BAGSO in besonderem Maße von den Umständen am Wohnort ab. Deshalb komme Kommunen in der Seniorenpolitik eine große Bedeutung zu, heißt es in dem Positionspapier „Kommunale Politik für ältere Menschen“ aus dem Jahr 2017. In dem Papier setzt sich die BAGSO dafür ein, die kommunale Politik für ältere Menschen auf eine verbindliche Basis zu stellen und die Finanzausstattung der Kommunen zu verbessern, um sie in die Lage zu versetzen, ihre Aufgaben bedarfsgerecht zu erfüllen. In der Stellungnahme „Gleichwertige Lebensverhältnisse in der alternden Gesellschaft“ forderte die BAGSO 2020 eine Verbesserung der Altenhilfestrukturen in den Kommunen. Das erfordere einen klaren gesetzlichen Auftrag und die nötigen Finanzmittel für die Kommunen.
Für eine bessere Versorgung von Menschen mit Demenz unterstützt die Netzwerkstelle „Lokale Allianzen für Menschen mit Demenz“ der BAGSO Kommunen und weitere Akteure beim Aufbau lokaler Demenznetzwerke. Ziel ist es, dass haupt- und ehrenamtliche Angebote zusammenarbeiten, sich untereinander abstimmen und neue Kooperationspartner wie Museen, Bauernhöfe oder Hausärzte gewinnen.

### Teilhabe und Engagement
Die BAGSO versteht sich laut ihrer Leitsätze als Impulsgeber, der ältere Menschen zur Übernahme von gesellschaftlicher Mitverantwortung ermutigt und Wege zu einem engagierten Älterwerden aufzeigt. In dem Positionspapier „Engagement und Bildung im Alter“ von 2017 setzt sie sich zudem für die Förderung, Anerkennung und gesellschaftliche Wertschätzung von freiwilligem Engagement ein. Auch die Möglichkeiten der politischen Teilhabe für Ältere müssen nach Ansicht der BAGSO auf allen politischen Ebenen gestärkt und ausgebaut werden. Die BAGSO engagiert sich dafür, dass sozialer Isolation im Alter vorgebeugt wird und Betroffene wieder Zugang zu gesellschaftlicher Teilhabe finden. Im Rahmen des gemeinsam mit dem Bundesministerium für Familie, Senioren, Frauen und Jugend (BMFSFJ) veranstalteten Wettbewerbs „Einsam? Zweisam? Gemeinsam!“ wurden 2019 innovative Initiativen ausgezeichnet, die Einsamkeit im Alter vorbeugen oder entgegenwirken.

## Publikationen
Die BAGSO gibt zahlreiche Publikationen heraus. Neben Positionspapieren zu seniorenpolitischen Themen und Stellungnahmen zu aktuellen Fragen veröffentlicht die BAGSO auch Ratgeber, Checklisten und Themenhefte für ältere Menschen sowie für Aktive in der Seniorenarbeit. In einem 14-tägigen Newsletter informiert sie über ihre Arbeit und die ihrer Mitgliedsorganisationen sowie über Neuigkeiten aus Seniorenarbeit und Seniorenpolitik. Bis 2016 veröffentlichte die BAGSO vierteljährlich die „BAGSO-Nachrichten: Zeitschrift für Multiplikatoren in der Seniorenarbeit“, die sich an Ehrenamtliche und Hauptberufliche aus der Seniorenarbeit richtete.